# Copani (distrito)
Copani é um distrito do Peru, departamento de Puno, localizada na província de Yunguyo.

## História
O então Presidente da República, Fernando Belaúnde, baixou o decreto nº 24042 de 28 de dezembo de 1984, crea o distrito da Copani.

## Alcaides
- 2011-2014: Aureliano Alejo Calisaya.
- 2007-2010: Juan Nina Quispe.

## Transporte
O distrito de Copani é servido pela seguinte rodovia:
- PU-130, que liga a cidade de Zepita ao distrito de Pomata [1][2][3]